# Castello di Beduzzo
Das Castello di Beduzzo ist die Ruine einer Niederungsburg beim Ortsteil Beduzzo der Gemeinde Corniglio in der italienischen Region Emilia-Romagna.

## Geschichte
Nachdem Beduzzo vielleicht unter dem Einfluss der Canossas stand, wie das benachbarte Antesica, das Lehen der Attoni bis zum 12. Jahrhundert, wurde es im 14. Jahrhundert mit einer Burg versehen, um die Gegend zu beherrschen. Das Lehen gehörte der Familie Terzi, da sie vom römisch-deutschen König Wenzel 1387 damit belehnt wurden. Die Terzis übten die Herrschaft über Beduzzo bis zum April 1448 aus, dann fiel Pier Maria II. de’ Rossi in das Territorium ein und seine Truppen eroberten die Burg.
Die Belehnung mit der Burg und dem Land wurde den Rossis von Francesco I. Sforza genehmigt und in der Folge 1470 bestätigt. Nach dem Krieg zwischen den Rossis und Ludovico Sforza, der 1483 mit der endgültigen Niederlage von Guido de’ Rossi und der dadurch begründeten Konfiszierung sämtlicher Burgen der Rossis endete, wurde das Lehen den Viscontis di Saliceto zugesprochen, die schon Herren von Berceto waren, und später wurde es kurze Zeit von Galeazzo Pallavicino gehalten, bis es 1521 Filippo Maria de’ Rossi, dem Sohn von Guido de’ Rossi, gelang, das Territorium zurückzuerobern. Nach dem Tod von Filippo 1529 fiel das Lehen an dessen Sohn Camillo und später an den Enkel Filippo Maria, der schließlich 1593 in Parma eingesperrt wurde und ohne Erben starb.
Im selben Jahr, in dem Filippo Maria de’ Rossi verhaftet wurde, wurde die Burg konfisziert und fiel endgültig an die herzogliche Liegenschaftsverwaltung in Parma.
Nachdem die Burg ihre Funktion als Verteidigungsbollwerk des oberen Parmatals, mit dem das Lehen von Corniglio betraut war, verloren hatte, verfiel sie zu einer Ruine und ihre Bausteine wurden 1783 zum Umbau der Pfarrkirche San Prospero genutzt.
Die Befestigung wurde im Laufe des 18. Jahrhunderts teilweise abgerissen, um Platz für die heutige Kirche zu schaffen. Mitte der 1950er-Jahre wurde der bis dahin erhaltene Teil des großen Turms abgerissen.
In dem Gestrüpp, das die überkommenen Mauern umgibt, kann man noch den Eckpfeiler des Turms sehen, wogegen weiter unten, im Casa Jattoni, heute noch ein gekappter Turm aus dem 13. oder 14. Jahrhundert eingebaut ist, der zum Parma-Bach hinzeigt.

## Beschreibung
Die einzige Beschreibung des Castello di Beduzzo, die bis heute erhalten ist, stammt aus dem späten 14. Jahrhundert und bezeichnet die Burg als „gemauerten Turm mit Mauern in seinem Inneren“.
Die übrigen Informationen über das Castello di Beduzzo, die auf unsere Zeit überkommen sind, sind alle nebensächlich. Die erste stammt von 1462; es handelt sich um ein notarielles Dokument, das heute im Staatsarchiv von Parma aufbewahrt wird und in dem eine Mitgift beschrieben wird. Das Dokument wurde vor Giovanni de Jattoni und dem Notar Banzi im Inneren des Castello di Beduzzo verfasst. Die späteren Zeugnisse sind im Diözesanarchiv von Parma aufbewahrt und es handelt sich um Beschreibungen der Pfarrkirche von Beduzzo von den dortigen Erzpriestern. Die Burg wurde nur erwähnt, weil die Pfarrkirche sich innerhalb ihrer Mauern befand. Das interessanteste Zeugnis bleibt das des Erzpriesters Giovan Battista de Uccelli, der 1691 schrieb, dass die Anlage zwei Mauerringe habe:

„La chiesa di Beduzzo si trova posta dentro al primo circuito di muraglia che cinge la Torre granda, segno del castello; il secondo cinto di muraglia cinge la Torre granda comune della Contea“
(dt.: Die Kirche von Beduzzo findet sich innerhalb des ersten Mauerrings, der den großen Turm umgibt, ein Zeichen für eine Burg; der zweite Mauerring umgibt den großen Turm der Kreisstadt)